# Berberis khasiana
Berberis khasiana är en berberisväxtart som beskrevs av Ahrendt. Berberis khasiana ingår i släktet berberisar, och familjen berberisväxter. Inga underarter finns listade i Catalogue of Life.